# Lauraguel
Lauraguel (okzitanisch gleichlautend) ist eine südfranzösische Gemeinde mit 621 Einwohnern (Stand 1. Januar 2022) im Zentrum des Départements Aude in der Region Okzitanien (vor 2016 Languedoc-Roussillon). Die Gemeinde gehört zum Arrondissement Limoux und zum Kanton La Piège au Razès. Die Einwohner werden Lauraguélois genannt.

## Lage
Lauraguel liegt in der südöstlichen Randzone des Lauragais in der ehemaligen Grafschaft Razès etwa 21 Kilometer südwestlich von Carcassonne. Umgeben wird Lauraguel von den Nachbargemeinden Malviès im Norden, Saint-Martin-de-Villereglan im Osten, Gaja-et-Villedieu im Süden, Pauligne im Südwesten sowie Routier im Westen und Nordwesten.

## Bevölkerungsentwicklung
| Jahr                       | 1962 | 1968 | 1975 | 1982 | 1990 | 1999 | 2006 | 2019 |
| Einwohner                  | 350  | 404  | 368  | 431  | 416  | 461  | 507  | 604  |
| Quellen: Cassini und INSEE |      |      |      |      |      |      |      |      |

## Sehenswürdigkeiten
- Kirche Saint-André